# Ferenc Pulszky
Ferenc Aurél Pulszky de Cselfalva et Lubócz (Eperjes, 17 settembre 1814 – Budapest, 9 settembre 1897) è stato un letterato e patriota ungherese.
Nato a Eperjes, oggi Prešov, in Slovacchia, fu seguace di Lajos Kossuth e membro del governo rivoluzionario del 1848 per l'indipendenza dell'Ungheria dall'impero austriaco. Fu condannato a morte e riparò in Italia, dove compì degli studi archeologici. È noto per avere proposto nella conferenza di Budapest del 1876 il concetto di un'Età del rame tra il Neolitico e l'Età del bronzo, ancora oggi ampiamente accettato.

## Massoneria

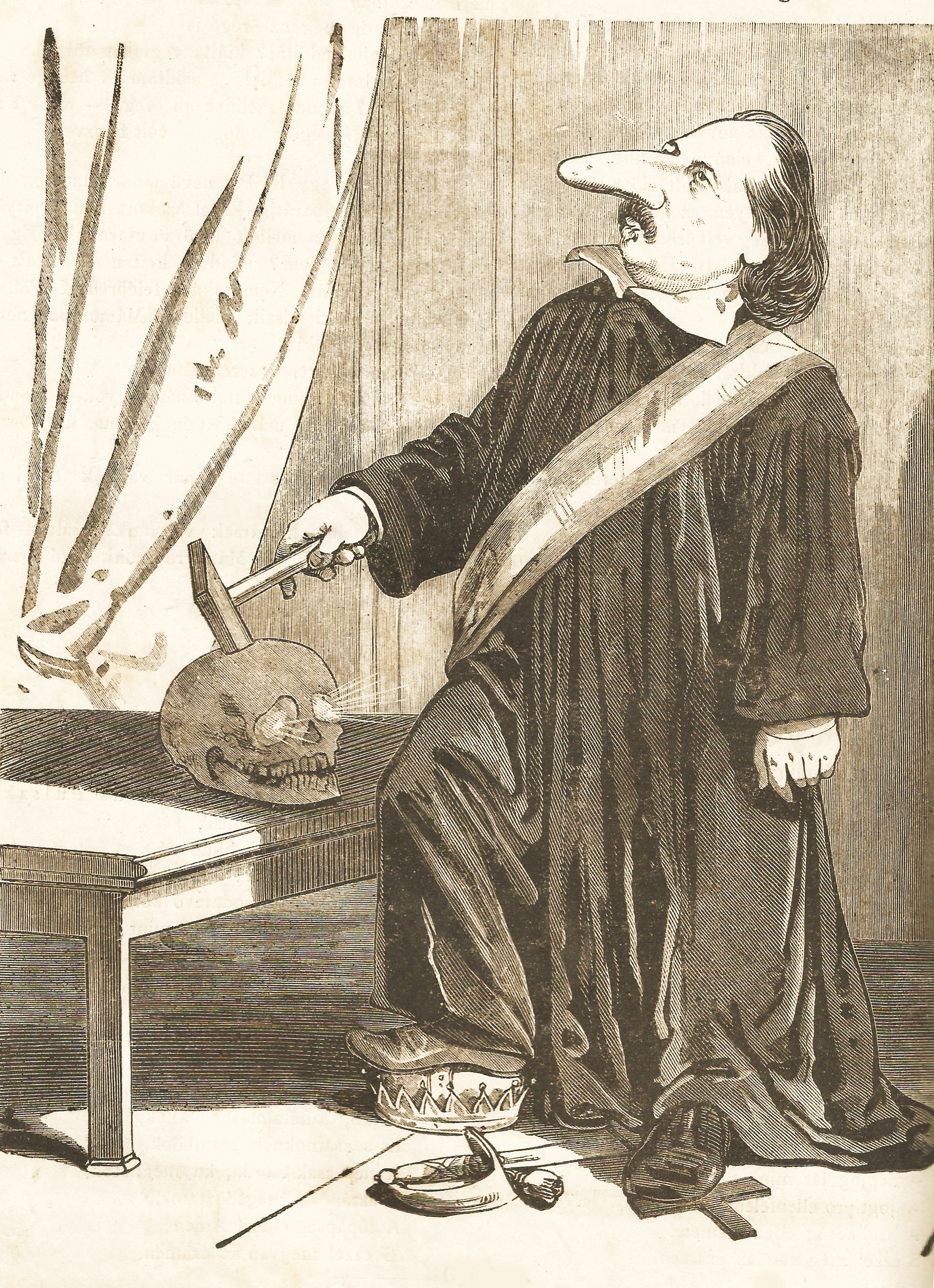
Pulszky Gran Maestro - caricatura di Jankó János

Fu iniziato nella Massoneria nel 1863 nella Loggia "Dante Alighieri" di Torino e raggiunse presto il 33º e ultimo grado del Rito scozzese antico ed accettato. Dopo il suo rientro in Ungheria contribuì alla rinascita della Massoneria ungherese. Fu il primo Maestro venerabile della Loggia  "Einigkeit in Vaterland/Egység a hazában” (trad.: "Unità in Patria"). In seguito divenne il primo Gran Maestro della Grande Loggia di San Giovanni. Dopo l'unione di questa con il Grande Oriente di Ungheria, nel 1886, divenne il primo Gran Maestro della Grande Loggia Simbolica di Ungheria, nata da questa unione. Nel 1875 appoggiò l'iniziazione alla massoneria della contessa Elena Hadik Barkóczy.